# Iglesia de Todos los Santos (Tarrant Keyneston)
La Iglesia de Todos los Santos (en inglés: Church of All Saints) es un edificio religioso de la Iglesia de Inglaterra situado en Tarrant Keyneston, en el condado inglés de Dorset (Reino Unido). La mayor parte del edificio data de una reconstrucción de 1852-1853, pero la torre es del siglo XV. La iglesia esta catalogada como un monumento clasificado de grado II*.

## Historia
Se sabe que existió una iglesia en Tarrant Keyneston a principios del siglo XIV, y el primer rector conocido data de 1317. A mediados del siglo XIX, la iglesia estaba en un estado ruinoso y ya no podía albergar cómodamente a la congregación. Se tomó la decisión de reconstruir completamente la iglesia excepto la torre, con planos elaborados por el arquitecto diocesano Thomas Henry Wyatt de Londres. A la nueva iglesia se le añadió una nave lateral norte para ofrecer más espacio. En ese momento, la población de la parroquia era de aproximadamente 320 personas y la nueva iglesia estaba diseñada para albergar a 280 feligreses.
Gran parte del coste de 1500 libras fue cubierto por el señor del feudo, Sir John J. Smith de Down House. El reverendo Henry Austen, cuyo padre, el reverendo John Austen, era rector de la parroquia en ese momento, contribuyó con £300. La Sociedad de Construcción de la Iglesia Diocesana de Salisbury otorgó £100 para la obra en septiembre de 1852, y la Sociedad de Construcción de Iglesias Incorporadas otorgó £70 con la condición de que 209 asientos quedaran libres y no asignados para el uso de los habitantes más pobres.
La facultad de autorizar la demolición y reconstrucción de la iglesia se obtuvo en 1852. Se reconstruyó toda la iglesia, excepto la torre, que se conservó y se reparó. La construcción se llevó a cabo bajo la supervisión de Wyatt. La iglesia terminada fue consagrada por el obispo de Salisbury, el reverendo Edward Denison, el 23 de septiembre de 1853.
Hacia el año 1912 se amplió el cementerio y se realizaron reparaciones en la torre de la iglesia. En 1914 aproximadamente, la iglesia recibió tres nuevas campanas en memoria del rector, el reverendo Philip Wingate. Hacia el año 1970 se reconstruyó el púlpito y se añadió un nuevo techo a la torre.

## Características

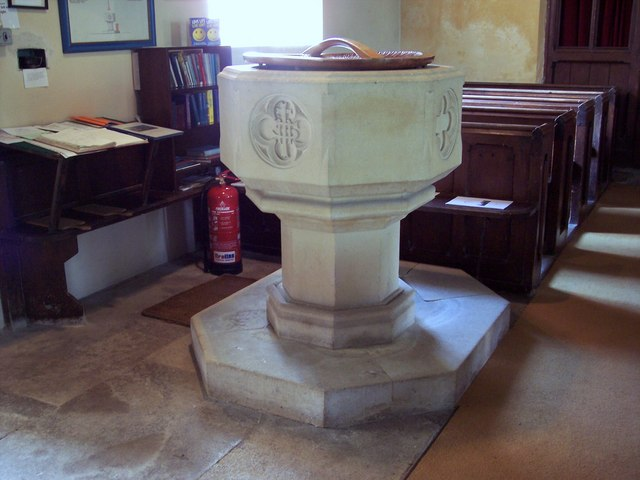
Detalle de la pila bautismal

La iglesia está construida con mampostería de piedra de Melbury y pedernal, con revestimientos de piedra de Bath y tejados cubiertos con tejas de Donhead. Está formada por una nave, presbiterio, pasillo norte, sacristía norte, pórtico sur y torre oeste. Toda la iglesia fue reconstruida entre 1852 y 1853, con excepción de la torre de dos pisos que data del siglo XV. La torre tiene un parapeto almenado con un remate moldeado, y el piso inferior tiene contrafuertes en las esquinas noroeste y suroeste. Contiene cuatro campanas, una del siglo XV y las otras tres del siglo XX.
Como parte de las obras de 1852-53, se instaló un nuevo púlpito, una pila bautismal y un atril de lectura, así como un órgano de 1853, construido por la casa Gray & Davison de Londres. El púlpito es octogonal y está hecho de madera, la pila bautismal también es octogonal y fabricada de piedra. La mesa de comunión  es del siglo XVII con un tablero del siglo XIX. Las barandillas de hierro forjado de la mesa de comunión datan de 1906.
La ventana del extremo este del presbiterio originalmente tenía vidrieras hechas por William Miller de Londres y donadas a la iglesia por el reverendo M. Smith Marriott. Las ventanas del lado sur también tenían vidrieras de la casa James Powell & Sons. Estas ventanas fueron reemplazadas por vidrio simple en 1942 debido a que el trabajo de plomo se había deteriorado y se consideró que era demasiado costoso repararlo.